# Palais Besenval

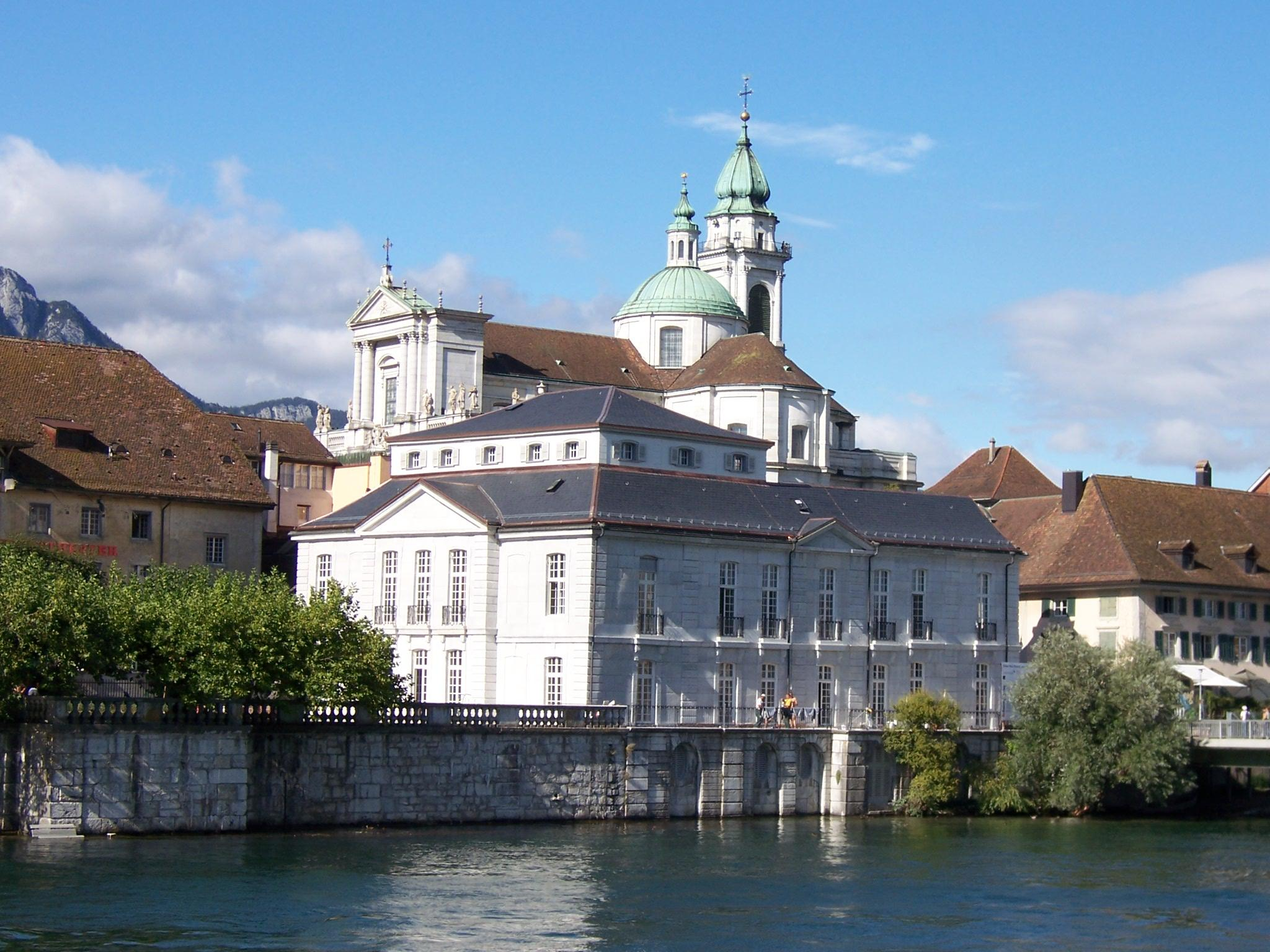
Das Palais Besenval am Ufer der Aare

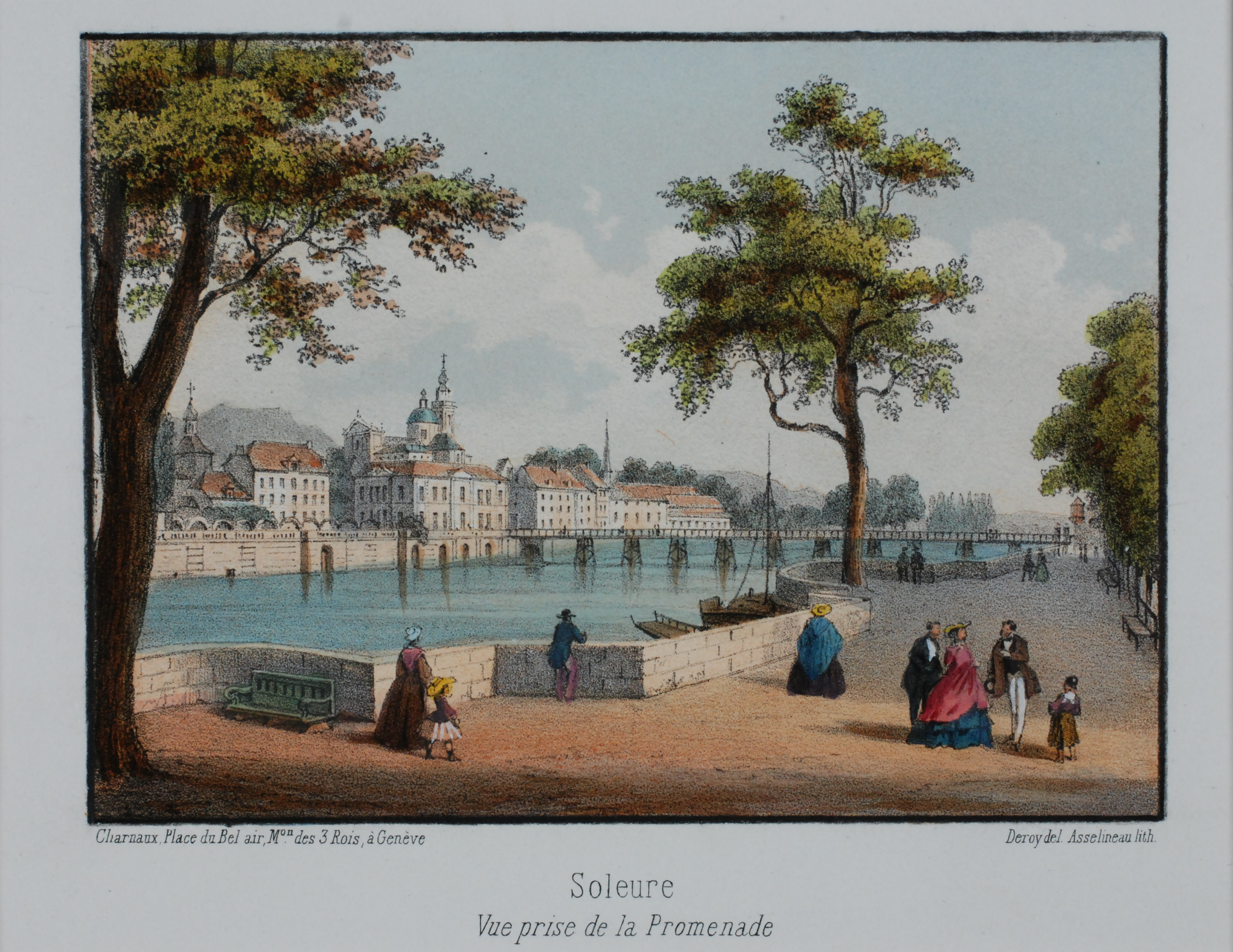
Das Palais vor der St. Ursenkathedrale um 1850

Das Palais Besenval ist ein Barockpalais an der Kronengasse 1 in der Schweizer Stadt Solothurn.

## Geschichte
Das Palais ist nach den Gebrüdern Johann Viktor II. Besenval (1671–1736) und Peter Joseph Besenval (1675–1736) benannt, in deren Auftrag das Bauwerk errichtet wurde. Es wurde von 1703 bis 1706 nach dem Vorbild französischer Stadthäuser des Adels als Hôtel entre cour et jardin direkt an der Aare erbaut. Die Anlage besteht, von Osten nach Westen, aus den Bereichen Ehrenhof (Cour d’honneur), Haupttrakt (Corps de Logis) und barock konzipiertem Garten. Die der Aare zugewandte Südfassade des zweigeschossigen Palais ist nahezu symmetrisch gestaltet.
Nach dem Tod der Gebrüder Besenval 1736 ging das Palais an Peter Josephs Tochter Maria Johanna Margaritha Viktoria Besenval (1704–1793) über. Sie heiratete den späteren Schultheissen Franz Viktor Augustin von Roll (1700–1773), wodurch das Palais an die Familie von Roll gelangte. Ihr einziger Sohn Franz Joseph von Roll (1743–1815) übernahm 1793 das Erbe und gab es 1815 an seinen jüngsten Sohn Friedrich von Roll (1773–1845) weiter. Während der Ära von Roll wurde wohl das Besenval-Wappen auf dem Südfassaden-Giebel entfernt.
Der Kanton Solothurn kaufte die Liegenschaft 1829, und das Gebäude wurde Residenz des Bischofs von Basel. Dieser residierte im Palais bis zum «Kulturkampf» 1873. Ab 1879 diente es als Schülerkosthaus der Kantonsschule Solothurn. Nach einer öffentlichen Diskussion über einen eventuellen Abbruch wurde das Bauwerk von 1950 bis 1952 saniert und restauriert und danach von der kantonalen Verwaltung benutzt. 1988/1989 wurde das Palais zwecks Umnutzung als kantonales Kulturzentrum renoviert. 2005/2006 wurde es umgebaut und wird seither als Restaurant und Seminarzentrum genutzt. Vor diesem Umbau war eine archäologische Untersuchung des Areals durchgeführt worden, die einen Abschnitt der mittelalterlichen Stadtmauer zutage brachte.